# Vibrio cholerae
Kolerabakterien, Vibrio cholerae, är den bakterie som ger upphov till tarmsjukdomen kolera. Bakterien är stavformad extracellulär och har stor rörlighet genom sin kraftiga flagell och den är fakultativt anaerob.  
Kolera orsakas vid intag av mat eller vatten som är förorenat av bakterien. Kolera utgör ett globalt hälsoproblem och har mycket hög dödlighet. Bakterien förekommer i samhällen med dålig rening av avloppsvatten och epidemin brukar oftast uppstå efter naturkatastrofer. Bakterierna växer sällan i livsmedel men kan överleva länge i kalla rena vatten. Sjukdomen är inte vanlig i Sverige men förekommer efter utlandsbesök. Det enda värddjuret för bakterien är människan 

## Sjukdomen
Vibrio cholerae upptäcktes av Koch 1883 och satte skräck under 1800-talet. Sjukdomen spred sig från Indien och härjade sedan i hela Europa och under den första pandemin dog det 12 000 personer i Sverige . För att sjukdomen ska uppstå så krävs det en stor smittdos. Det är därför som det finns normalt många symtomfria bärare vid epidemier. Människor som är undernärda och har låg halt av saltsyra i magsäcken har högre smittrisk. Smittspridningen sker inte enbart av förorenat avloppsvatten utan det har även förekommit från dåligt kokta skaldjur och fisk. Bakterien som smittar utsöndras via avföringen och om bakterien påvisas i avföringen genom odling ställs diagnosen kolera. De vanliga symtomen är akuta mag- och tarmsymtom med riklig vattning avföring, kräkningar förekommer vanligtvis inte. Därefter följer en snabb uttorkning som följs av cirkulationskollaps. Redan efter några timmar finns det risk att den drabbade avlider om man inte får akuta behandlingar.  Sjukdomen behandlas först och främst med att ersätta den vätska och de salter som patienten förlorar. Det har även blivit vanligt med antibiotikabehandling. Dödsfallen kan minimeras drastiskt vid rätt vätske- och saltbehandling.

## Patogenes

### Toxin
Koleratoxinet (CT) är den huvudsakliga orsaken till diarrén och toxin-coregulated pilus (TCP) är nödvändigt för kolonisering. Koleratoxinet utsöndras när bakterien binder till epitelet i tunntarmen. Koleratoxinet består av fem identiska B subenheter och en A enhet . När bakterien följt med ner i matsmältningssystemet sammanförs Vibrio med en sur miljö i magen och många av cellerna dör. På grund av detta krävs ett stort antal celler för att sjukdomen ska kunna utvecklas. När det lösliga toxinet utarbetats i tarmen av bakterien aktiveras sedan adenylatcyklas i slemhinnan. Detta orsakar aktiv sekretion av en isoton vätska och på så vis får man riklig vattnig diarré. Se figur nedan för en schematisk bild av toxinets verkan.  

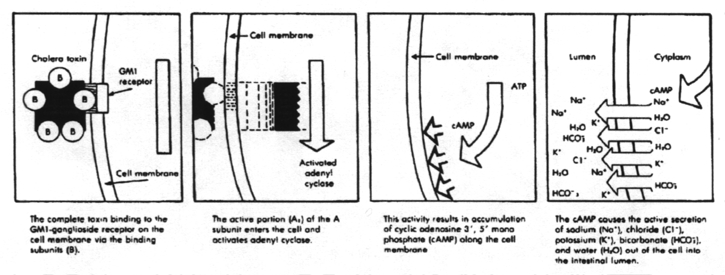
Fr. v. Toxinet binder till GM1-ganglosidasreceptorn på cellmembranet via B-subenheterna. Den aktiva delen av A subenheten tar sig in i cellen och aktiverar adenylatcyklas. Denna aktivitet resulterar i ackumulering av cykliskt adenosinmonofosfat (cAMP) längs cellmembranet. cAMP orsakar aktiv sekretion av joner och vatten ur cellen in till tarmlumen. Modifierad från

## Ekologi
Vibrio cholera finns i flodmynningar och marina miljöer och föredrar varma, salta och basiska vatten. Bakterien är oftast befintlig i planktonpopulationer men brukar också kolonisera ytan på hoppkräftor när det är riklig algblomning i mynningen. Den rör sig genom flera miljöer. De flesta patogena arterna av bakterien kan även föröka sig inne i skaldjur. Vibrio har 34 arter och endast 11 av dem orsakar sjukdomar hos människor. Men det är endast Vibrio cholerae som kan överleva i sötvatten och är den enda arten som kan smitta människan via förorenat vatten. Vibrio cholerae och andra Vibrio arter har ökat globalt på grund av naturliga katastrofer. Ökad vattentemperatur och salthalt ökar bakteriens närvaro med vattenlevande djur och protozoer 